# Ханневиг, Катрина
Катри́на Ханне́виг (норв. Cathrine Hannevig) — норвежская кёрлингистка.
В составе женской сборной Норвегии участвовала в чемпионате мира 1982 (заняли 4-е место) и двух чемпионатах Европы (оба раза — 4-е место).
Играла на позиции первого.

## Команды
| Сезон   | Четвёртый      | Третий           | Второй          | Первый           | Турниры                             |
| ------- | -------------- | ---------------- | --------------- | ---------------- | ----------------------------------- |
| 1981—82 | Трина Трульсен | Дорди Нурбю      | Ханне Петтерсен | Катрина Ханневиг | ЧЕ 1981 (4 место) ЧМ 1982 (4 место) |
| 1982—83 | Трина Трульсен | Анне Йотун Бакке | Ханне Петтерсен | Катрина Ханневиг | ЧЕ 1982 (4 место)                   |

(скипы выделены полужирным шрифтом)